# Петнюнас, Сергей Владиленович
Сергей Владиленович Петнюнас (14 июля 1957, Тула — 20 сентября 2002, Кармадонское ущелье, Северная Осетия) — художник, иллюстратор, художник-декоратор кино.

## Биография
Сергей Петнюнас родился 14 июля 1957 года в Туле. С детства занимался в изостудиях. Работал художником-оформителем. Участвовал в многочисленных выставках, в том числе в выставке «Август» (1987 г.) совместно с художниками Александром Майоровым, Александром Карташовым и Владимиром Карташовым.
Персональная выставка Сергея Петнюнаса состоялась в 1997 году совместно с Сергеем Сидориным. В 1993 году он написал и проиллюстрировал сказку «Эль». Работал художником-декоратором в фильме Сергея Бодрова «Сёстры», а потом в криминальной драме «Кармен» Александра Хвана. Художника заметили и вскоре пригласили в большой телевизионный проект: серию документальных фильмов об истории Руси. К сожалению, проект этот не был завершён.
20 сентября 2002 года Сергей Петнюнас и Владимир Карташов пропали без вести с группой Сергея Бодрова на съёмках фильма «Связной» в результате схода ледника Колка в Кармадонском ущелье. В 2022 году сказка Сергея Петнюнаса «Эль» была впервые опубликована в издательстве GRAFO publishing lab в память о трагедии в Кармадонском ущелье. 

## Персональные выставки
- В 2011 году прошла выставка памяти Сергея Петнюнаса «Под музыку „Jethro Tull“» в Тульском историко-архитектурном музее[4].
- В 2017 году прошла выставка живописных и графических работ памяти Сергея Петнюнаса «Странник» в Выставочном зале г. Тулы[5].

## Творчество
Сергей Петнюнас выступил в роли художника для публицистических очерков Яцека Маховского «История морского пиратства» и полностью проиллюстрировал книгу «Правила хорошего тона».

## Фильмография
- 2001 — Сёстры (реж. Сергей Бодров мл.) — художник-декоратор
- Русь изначальная (2001)
- 2003 — Кармен (реж. Хван, Александр Фёдорович) — художник-декоратор
- 2002 — Связной — художник-декоратор (фильм не завершён)